# Río San Pedro (Venezuela)
El río San Pedro tiene su origen en un ramal interior de la cordillera de la Costa al oeste de la comunidad de San Pedro en el estado Miranda, en el Pico El Arado, a una altitud de 2050 metros, a 30 kilómetros aproximadamente al suroeste de Caracas, en el lugar donde se origina el río es denominado como Soledad y este ramal hace divisoria entre las aguas del río San Pedro y el río Tuy El área de la cuenca del río San Pedro se halla dentro de los linderos del parque nacional Macarao junto con la cuenca del río Macarao los cuales confluyen en el Oeste de Caracas en la Comunidad de Las Adjuntas para dar origen al río Guaire.

## Toponimia
El río San Pedro toma su nombre de la población de San Pedro de los Altos en el estado Miranda población que el curso de este río atraviesa.

## Historia
El Pueblo y el área de San Pedro de Los Altos y donde nace el río en el pasado primordialmente en el siglo XIX y comienzo del siglo XX presentó cierta importancia ya que el camino de recuas que existía en la zona era la única vía de comunicación entre el valle de Caracas y los valles de estado Aragua.